# Hemicellulose
Hemicellulose er en blanding af polysaccharider med variabel sammensætning, som findes i planters cellevægge. I visse plantefrø tjener de også som opbevaringssted for kulhydrater.
Stoffet er opbygget over en struktur af bl.a.:
- Arabinoxylaner
- Glukomannaner
- Xylaner
- Xyloglukaner

Det indeholder desuden forskellige monosaccharider, som oftest har en fælles kerne bestående af en xylosekæde med b -1,4-binding som f.eks.:
- Arabinose
- Galaktose
- Glukose
- Mannose
- Xylose